# Электроника МС 1502
Электроника МС 1502 — советский персональный компьютер на процессоре КМ1810ВМ88, аналог IBM PC XT на базе процессора Intel 8088. 
Ранняя версия называлась «ПК 88».
Разработан в Киевском научно-исследовательском институте микроприборов (КНИИМП), НПО «Микропроцессор» МЭП, а выпускался на заводах «Континент» в г. Зеленодольске, «Копир» в г. Козьмодемьянске, «Элекон» в г. Казани и Солнечногорским электромеханическим заводом (СЭМЗ).

## Конструкция
Конструктивно представлял собой моноблок с клавиатурой, встроенным блоком питания, видеоконтроллером, контроллером магнитофона и контроллерами портов ИРПР-М и ИРПС. Выпускалась также модификация со встроенным контроллером дисковода во внутреннем отсеке корпуса, на отдельной плате. Имел два слота расширения для подключения внешних устройств. 
Компьютер интересен тем, что - в отличие от сходного «Поиска» - основная логика материнской платы была реализована на пяти БМК (КР1545ХМ10009, КР1545ХМ10012, КР1545ХМ10015, КР1545ХМ10031, КР1545ХМ10042), что позволило значительно упростить и удешевить конструкцию. По сути, данный компьютер можно считать собранным на специализированном чипсете, подобно современным персональным компьютерам.

Внешний вид и внутренняя компоновка корпуса были унаследованы от компьютера Электроника МС 0511. Как объясняли разработчики 
Персональная ЭВМ «Электроника МС1502» была разработана в корпусе, созданном г. Зеленограде. Это было вызвано отсутствием на нашем предприятии производственных возможностей по проектированию и изготовлению корпусов из пластмассы. Но это имело и положительное значение, поскольку удалось в сжатые сроки запустить изделие в серийное производство на заводе «Континент» в г.Зеленодольске и частично в г.Ивано-Франковске.

## Технические характеристики
- Центральный процессор: КМ1810ВМ88 на тактовой частоте 5,33 МГц
- Разрядность процессора: 16 бит
- Разрядность шины данных: 8 бит
- Память: ОЗУ — 128 КБ, в том числе видео-ОЗУ; ПЗУ с прошитой в нём программой «монитор»
- Видеоконтроллер: CGA, 32 КБ
- Частота кадровой синхронизации: 50 Гц
- Скорость ввода-вывода информации на магнитную ленту: 1200 бод
- Скорость обмена по каналу последовательного интерфейса: 9600 бод
- Диапазон генерации частот в канале формирования звукового сигнала: 50-16000 Гц
- Количество разъёмов канала расширения: 2
- Время готовности к работе после включения питания: не более 2 мин.
- Потребляемая мощность: 30 Вт
- Модуль расширения ОЗУ: 512 КБ

## Интерфейсы
- Параллельный интерфейс: ИРПР-М
- Последовательный интерфейс: ИРПС «токовая петля»
- Контроллер дисковода на 5¼ дюйма (реализован на БИС КР1818ВГ93), поддерживает работу с дисководами с характеристиками:
  - количество дорожек на поверхности диска: 80
  - количество рабочих поверхностей диска: 2
  - число каналов сопряжения с НГМД: 1
  - число адресуемых приводов НГМД: 2
  - скорость обмена, Кбит/с: 250

## Программное обеспечение
Компьютер имел высокую программную совместимость с семейством компьютеров IBM на процессоре i8088. При подключении дисковода, пользователю открывался широчайший выбор программного обеспечения для i8088, ограничения были только в оперативной памяти - 640 КБ и в поддержке CGA.
Большая часть оригинального программного обеспечения для МС-1502 входила в базовый вариант, с поддержкой кассетного интерфейса. Пользователю предлагались две записанные кассеты: первая из них содержала оригинальные игровые программы для обучения детей арифметике, английскому языку, развития логического мышления, а также довольно интересные логические игры (ряд которых не имеют аналогов); вторая кассета содержала простую табличную базу данных, текстовый редактор, и обучение набора на клавиатуре слепым методом.
С помощью модуля расширения, пользователь мог подключить интерпретатор Basic - Бейсик-К, который был аналогичен Microsoft BasicA.
Как и на большинстве советских машин с поддержкой кассетного интерфейса основной управляющей программой являлся "Монитор", который позволял считывать и сохранять данные в машинных кодах, работать с памятью компьютера и запускать отдельными командами интерпретатор Бейсик-К либо дисковод - с загрузкой дисковой операционной системы.
Для пользователей с дисководом предлагалась собственная операционная система OTS (One Track System), которая могла работать с ОЗУ от 128 Кб. Дополнительно в неё входили программы для переноса данных с кассет на диск.

## Эмуляция
Эмулятор MAME имеет драйвер mc1502.